# Мбао (футбольний клуб)
Футбольний клуб «Мбао» або просто «Мбао» (англ. Mbao Football club) — професіональний танзанійський футбольний клуб з міста Мванза. «Мбао» в перекладі з суахілі означає «ліс». Домашні поєдинки проводить на стадіоні «ССМ Кірумба».

## Історія

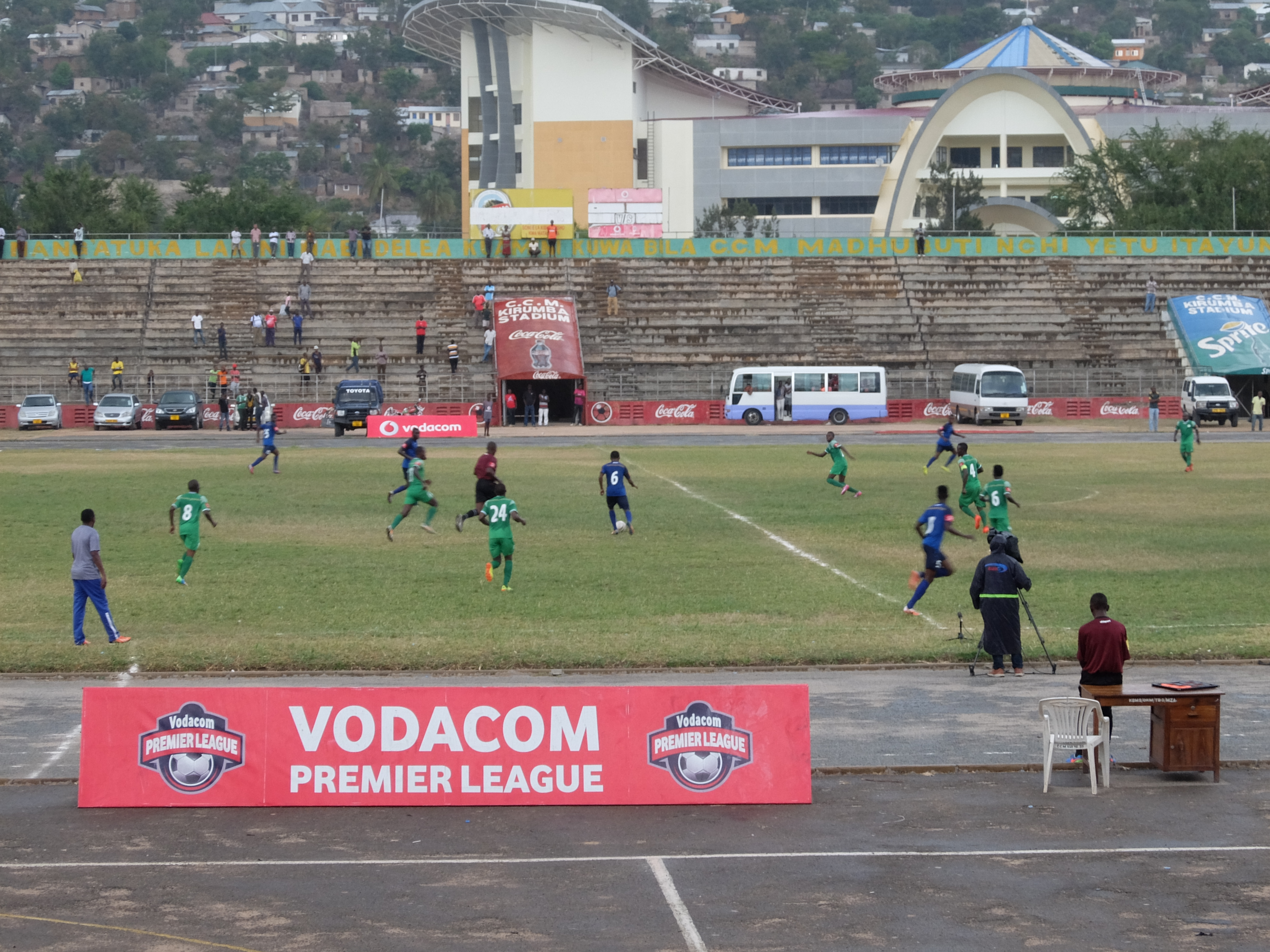
Матч Водаком Прем'єр-ліги між ФК «Мбао» та «Кагера Шугер», зіграний на стадіоні «ССМ Кірумба» в Мванзі 3 листопада 2016 року. ФК «Мбао» в блакитній футболці.

«Мбао» було засновано 2005 року в місті Мванза. Спочатку команда виступала в нижчих дивізіонах чемпіонату Танзанії. За підсумками сезону 2015/16 років завоювала путівку до Прем'єр-ліги.
У сезоні 2016/17 років одразу дві команди з міста Мванза виступали в Прем'єр-лізі. Іншим представником цього міста був Тото Афрікан. У травні 2017 року «Мбао» грав у фіналі Кубку спортивної федерації Азаму проти СК «Сімба». «Сімба» вирвала перемогу з рахунком 3:1 в екстра-таймі.